# Begonia monadelpha
Espèce
Synonymes
- Barya monadelpha Klotzsch[1]
- Begonia monadelpha subsp. glabriflora Irmsch.[1]

Begonia monadelpha est une espèce de plantes de la famille des Begoniaceae. Ce bégonia est originaire du Pérou. L'espèce fait partie de la section Barya. Elle a été décrite en 1855 sous le basionyme de Barya monadelpha par Johann Friedrich Klotzsch (1805-1860), puis elle a été recombinée dans le genre Begonia en 1864 par Alphonse Pyrame de Candolle (1806-1893), à la suite des travaux de Hipólito Ruiz López (1754-1815) et José Antonio Pavón (1754-1844). L'épithète spécifique monadelpha signifie « aux filets soudés ».

## Répartition géographique
Cette espèce est originaire du pays suivant : Pérou.

## Liste des sous-espèces
Selon Tropicos (21 février 2017) (Attention liste brute contenant possiblement des synonymes) :
- sous-espèce Begonia monadelpha subsp. glabriflora Irmsch.
- sous-espèce Begonia monadelpha subsp. monadelpha